# Llibre de Joel
El llibre de Joel forma part de l'Antic Testament, dins del grup dels profetes. Es considera que fou escrit pel profeta Joel. La data de composició no està clara per les al·lusions històriques a diferents èpoques i perquè el nom Joel és força comú, però estaria compresa entre els segles VIII i IV aC. Les freqüents al·lusions de Joel als textos anteriors de la Bíblia hebrea i als signes del desenvolupament literari suggereixen un origen tardà i el seu potencial per haver estat una peça unificadora dins del cànon profètic
Narra la profecia d'una plaga de llagostes que afectarà les collites per la mala conducta del poble jueu, que ha de demanar perdó a Déu per conjurar el perill. Posteriorment, fa una profecia sobre un futur més llunyà sobre el judici final i l'arribada del Paradís a la Terra, llegida com un anunci de la vinguda del Messies.